# Port lotniczy King Salmon
Port lotniczy King Salmon (IATA: AKN, ICAO: PAKN) – port lotniczy położony w King Salmon, w stanie Alaska, w Stanach Zjednoczonych.
Lotnisko zajmuje 2136 ha.